# ダントゥ (クレーター)
ダントゥ（英: Dantu）は、準惑星ケレスのクレーターである。名前はガー＝ダングメ人の時間と最初の雑穀を栽培の神ダントゥに由来する。
端に明るい点が象嵌である。